# Rosalyn Scott
Rosalyn P. Scott (nascida em 1950) é uma cirurgiã torácica americana conhecida por seu trabalho na educação e por ser a primeira mulher afro-americana a se tornar cirurgiã torácica.

## Infância e educação
Scott nasceu e foi criada em Newark, Nova Jersey, e foi inspirada a se tornar médica por seu pai e seu tio. Seu pai era dentista e seu consultório foi onde Scott teve contato inicial com a medicina. Ela ajudava nas manhãs de sábado limpando instrumentos odontológicos, editando informações em prontuários e organizando documentos de pacientes. O pai de Scott sofreu um ataque cardíaco quando ela estava na terceira série. No entanto, ele sobreviveu e mais tarde encorajou Scott a se tornar uma cirurgiã cardiotorácica. Scott não foi apenas inspirado por seu pai, mas também por seu tio, que era cirurgião torácico e presidente do hospital onde trabalhava em Chicago.
Em Troy, Nova York, Scott frequentou o Rensselaer Polytechnic Institute para sua educação de graduação e obteve o diploma de bacharel em química em 1970. Ela então mudou-se para a Escola de Medicina da Universidade de Nova York, e formou-se em 1974, apesar de ter sido vítima de sexismo e racismo na área médica naquela época. Ela permaneceu na cidade de Nova York para estágios e residência no St. Vincent's Hospital and Medical Center e no St. Clare's Hospital and Health Center. Scott continuou sua residência como cirurgiã torácica na Boston University Medical Center de 1977 a 1979. Ela, então, voltou de Boston para a cidade de Nova York para residir no St. Clare's Hospital and Health Center, mais uma vez, e no New York Medical College, onde se especializou em cirurgia cardiovascular e cirurgia geral . Ao fazer isso, Scott se tornou a primeira mulher afro-americana a estabelecer residência em cirurgia cardiotorácica. Scott continuou seu treinamento em cirurgia cardiovascular como membro do Texas Heart Institute, onde ela foi a primeira a receber a bolsa cardiovascular Mary A. Fraley em 1980. Em 1994, a Dra. Scott recebeu o título de Mestre em Ciências em Administração de Saúde pela Faculdade de Administração da Universidade do Colorado.

## Carreira
Em 1981, depois que Scott concluiu sua pós-graduação, ela foi nomeada professora assistente de cirurgia na Escola de Medicina da Universidade do Texas, em Houston. Ela permaneceu em Houston até 1983, quando foi nomeada professora assistente de cirurgia na UCLA e na Escola de Medicina e Ciências Charles R. Drew. Em 1987, ela deixou a UCLA, mas continuou seu papel de professora na Drew University of Medicine. Enquanto estava na Drew University, a Dra. Scott atuou como diretora associada do programa de residência em cirurgia geral (1990-1997), vice-presidente de pesquisa e assuntos acadêmicos no departamento de cirurgia (1991-1997), bem como diretora do Drew Grupo de Pesquisa Cirúrgica (1993-1997). Ela também foi professora pesquisadora associada (1994-1997) e professora adjunta (1998-2001) na Escola de Administração e Política de Saúde da Arizona State University. Scott atuou como diretora interina do programa de residência para cirurgia geral em Drew (2003-2004). Enquanto ela realizava consultas no Drew Medical Center, a Dra. Scott também fazia parte da equipe cirúrgica do Brotman Medical Center e do Harbour-UCLA Medical Center. Enquanto trabalhava nesses locais, ela se concentrou na pesquisa de estresse ocupacional entre residentes cirúrgicos e nas disparidades de saúde no tratamento de câncer cardiovascular e de pulmão. Em 2007, ela trocou Drew pela Wright State University, onde atualmente é professora e chefe de serviços cirúrgicos no Dayton Veterans Affairs Medical Center em Dayton, Ohio. Scott foi pioneira para mulheres afro-americanas no campo da cirurgia torácica e educação cirúrgica. Ela foi a primeira mulher afro-americana a se tornar cirurgiã torácica e também a primeira mulher afro-americana a ser admitida na Society of University Surgeons. Ela co-fundou duas organizações para apoiar outros cirurgiões e encorajar os alunos a lutar contra a discriminação: a Society of Black Academic Surgeons, fundada em 1986, e a Association of Black Cardiovascular and Thoracic Surgeons, fundada em 1999.[1]

## Pesquisa
Scott conduziu extensas pesquisas ao longo dos anos referentes à região torácica do corpo. Sua pesquisa inclui disparidades de cuidados de saúde que afetam pessoas com doenças cardiovasculares e câncer de pulmão, e estresse ocupacional que afeta cirurgiões. Ela atuou em vários conselhos de pesquisa, bem como criou outras organizações para médicos cardiovasculares e torácicos, incluindo a Association of Black Cardiovascular and Thoracic Surgeons.
Em 2015, Scott desempenhou um papel fundamental na abertura de uma instalação de simulação de última geração no Dayton VA. O centro de simulação é o único centro de simulação móvel no sistema VA. Inclui equipamentos como manequins que possuem todas as funções vitais de uma pessoa real para simular situações reais que ocorrem no hospital. A instalação também inclui todos os equipamentos necessários para situações de emergência e tecnologia para gravar as simulações, para que possam ser reproduzidas.

## Honras, prêmios e distinções
- A primeira mulher afro-americana a ser treinada em cirurgia torácica (1977)
- O primeiro Mary A. Fraley Fellow, Texas Heart Institute (1980)
- Membro fundador, Society of Black Academic Surgeons (1986)
- Primeira mulher afro-americana a se tornar membro da Society of University Surgeons (1995)
- Membro fundador, Association of Black Cardiovascular and Thoracic Surgeons (1999)
- Ex-presidente, Mulheres em Cirurgia Torácica[13]